# Salon de Paris

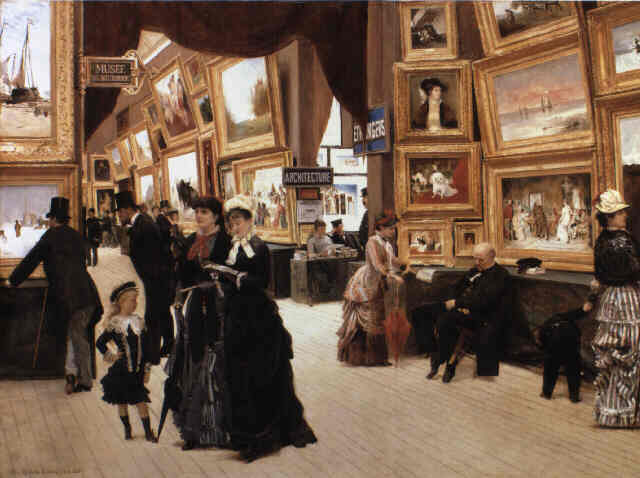
Édouard Joseph Dantan, Un Coin du Salon en 1880

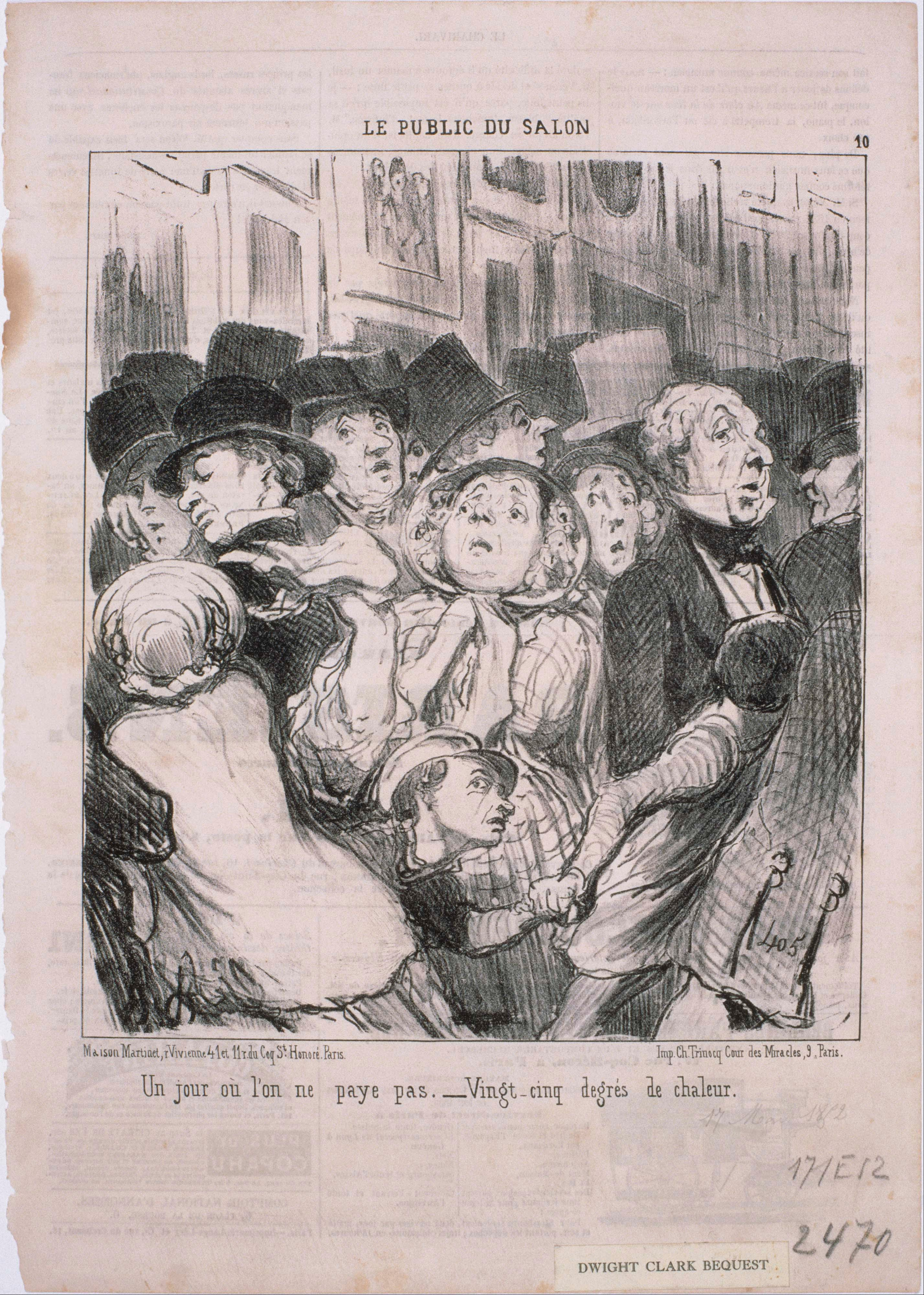
Honoré Daumier, Salon de Paris am Tag des kostenlosen Eintritts, 1852

Der Salon de Paris (französisch für Pariser Salon) war eine regelmäßige Kunstausstellung, die von König Ludwig dem XIV. im Jahre 1667 initiiert wurde, um den offiziellen höfischen Kunstgeschmack zu propagieren. Im 19. Jahrhundert war der Salon Mittelpunkt und Bühne des französischen Kunstbetriebes. So wurden während des Pariser Salons des Jahres 1855 beispielsweise 891.682 Besucher gezählt und 1880 stellten 5184 Künstler 7289 Exponate aus. Das Jahr 1880 ist gleichzeitig das letzte Jahr, in dem es eine seitens des französischen Staates geregelte Ausstellung gab. Die Ausstellung war nicht nur ein international bekannter Treffpunkt von Sammlern und Händlern, bei dem alljährlich Millionenbeträge umgesetzt wurden, sondern auch ein wesentliches gesellschaftliches Ereignis. Insbesondere im 19. Jahrhundert war er auch das kulturelle Aushängeschild des jeweiligen Regimes. Höhepunkt dieser Entwicklung war, dass auf der Pariser Weltausstellung des Jahres 1855 dem Industriepalast mit seiner Palette an industriellen Errungenschaften gleichwertig ein Palast der Schönen Künste an die Seite gestellt wurde.
Der Salon erfuhr im Verlauf seiner Existenz zahlreiche Änderungen bezogen auf die Auswahl der Exponate, die zugelassenen Künstler und Zuschauer, Ausstellungsdatum und -rhythmus. Zuerst nur den Mitgliedern der königlichen Kunstakademie vorbehalten, stand nach der Revolution der Salon auch anderen Künstlern offen. 1804 wurden erstmals einzelne Ausstellungsteilnehmer ausgezeichnet und eine Jury entschied von da an regelmäßig über die Zulassung, Ablehnung und Prämierung der zum Salon eingereichten Werke. Lange Zeit war für einen Künstler die Zulassung zu der Ausstellung die Grundvoraussetzung, um allgemein anerkannt zu werden. Französische Salonmaler waren diesseits und jenseits des Atlantik in der Lage, für ihre Gemälde Spitzenpreise zu erzielen. Während der sogenannten Salon-Ära im 19. Jahrhundert entwickelte sich durch den Einfluss des Salon de Paris der Beruf des Kunstmalers in Frankreich zu einer attraktiven Profession mit einem staatlich geregelten Ausbildungsweg und überdurchschnittlichen Einkommenschancen.
Die Jury des Salons steht bis heute im Ruf, den avantgardistischen Malströmungen des 19. Jahrhunderts, nämlich der Romantik, dem Naturalismus, dem Realismus und dem Impressionismus, ablehnend gegenüber gestanden zu haben. Kunsthistoriker weisen heute allerdings darauf hin, dass Werke dieser Kunstrichtungen sehr wohl Bestandteil der Salonmalerei waren und im Salon auch durchaus erfolgreich ausgestellt wurden. Bei der Auswahl der für den Salon ausgewählten Bilder kam es wegen der großen kommerziellen Bedeutung einer Annahme im 19. Jahrhundert regelmäßig zu Intrigen und Unregelmäßigkeiten. In der Folge gab es ab Mitte des 19. Jahrhunderts eine Reihe von Gegenausstellungen, bei denen beispielsweise Galeristen wie Louis Martinet abgelehnten Künstlern Ausstellungsmöglichkeiten in ihren Verkaufsräumen gewährten. Die kunsthistorisch bedeutsamste Gegenausstellung ist der Salon des Refusés des Jahres 1863, der von vielen Kunsthistorikern als Geburtsstunde der Moderne eingestuft wird.

## Ausstellungsrhythmus und -zeit

### Vor der Französischen Revolution
1665 gab es am Königshof eine erste Ausstellung von Kunstwerken, die aber noch Privatissima waren. Der erste Salon, zu dem auch die Hofgesellschaft Zutritt hatte, fand 1667 im Rahmen der Feierlichkeiten zur Erinnerung an die Akademiegründung statt, er wurde am 9. April eröffnet und dauerte bis zum 23. April. Nach dem Besuch des Königs und Colberts erging die Entscheidung, dass der Salon alle zwei Jahre während der Karwoche abgehalten werden soll. Allerdings fand der Salon erst im Laufe des 18. Jahrhunderts regelmäßig statt. Der nächste Salon wurde noch turnusgemäß 1669 eröffnet und zum ersten Mal in der Grande Galerie des Louvre untergebracht – der vorangehende wurde in den Sitzungsräumen der Akademie abgehalten. Die folgenden Salons fanden unregelmäßig bis 1699 statt und der erste Salon im 18. Jahrhundert – 1704 abgehalten – war der vorläufig letzte, da Kriege und der finanzielle Ruin der französischen Krone keine Mittel dafür erübrigte. Erst rund zwanzig Jahre später, nämlich 1725 wurde wieder ein Salon organisiert, doch regelmäßig fand er erst seit 1737 statt: Ausgenommen 1744 wurde er bis 1748 jährlich, danach bis 1794 alle zwei Jahre abgehalten.
Zu den Ausstellungen waren zunächst nur Akademiemitglieder zugelassen. An den 38 Salons, die zwischen 1665 und dem Revolutionsjahr 1789 stattfanden, nahmen nur jeweils 40 bis 70 Aussteller teil. Wer kein Akademiemitglied war, musste nach alternativen Ausstellungsmöglichkeiten suchen. 1751 eröffnete die erste Ausstellung der Sant-Lukas-Akademie, eine von den Zünften gegründete Bilderschau. Die Teilnahme war nicht auf Zunftmitglieder begrenzt; gegen Entrichtung einer beträchtlichen Teilnahmegebühr konnte jeder interessierte Künstler teilnehmen. 1776 erging ein Verbot solcher Zunftausstellungen, von dem vor allem die Maler der Akademie und des vom König protegierten Salon. 1777 erging auch ein Verbot anderer, von Privatpersonen organisierten Ausstellungen.

### Nach der Französischen Revolution

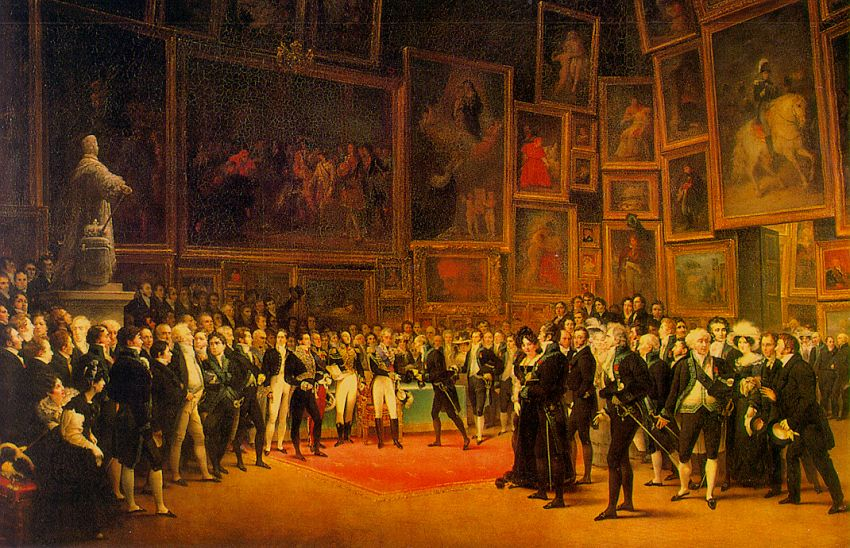
François-Joseph Heim, Le Salon de 1824, Louvre

Am 21. August 1791 erließ die Assemblée Nationale ein Dekret, das einen öffentlichen Salon begründete, zu dem Franzosen und Ausländer Werke einreichen konnten. Am ersten Salon, der am 12. September 1791 eröffnete, nahmen 255 Künstler teil und stellten 794 Werke aus. In den folgenden Jahren nahm die Zahl der ausstellenden Künstler deutlich, wenn auch nicht kontinuierlich zu. Dies war unter anderem dadurch beeinflusst, dass die staatliche Zulassungspolitik sich mehrfach änderte. Während des 2. Kaiserreichs waren die Zulassungsbestimmungen sehr restriktiv, entsprechend stagnierten die Ausstellerzahlen, die bis 1880 auf 5184 Künstler anstieg.

### Eröffnungszeitpunkt und Ausstellungsdauer
Die Ausstellung begann zunächst im April, dann im August, seit 1673 jedoch stets am 25. des Monats, weil auf den 25. August der Tag des Heiligen Ludwigs, Patrons der französischen Krone fällt. Der Salon dauerte meist bis zum Ende des Folgemonats.
Der Ausstellungsrhythmus verschob sich nach der Französischen Revolution. So begannen die Ausstellungen der Jahre 1800, 1801, 1802 und 1804 jeweils am 2. September und endeten im November. Von 1833 bis 1848 begannen die Ausstellungen im März und endeten zu Beginn oder Mitte Mai. Ab den 1860er Jahren bis zum Ende des staatlichen Salons war der erste Ausstellungstag gewöhnlich der 1. Mai; die Ausstellung endete in der zweiten Junihälfte.

## Organisation und Finanzierung
Im Ancien Régime war die Académie Royale für die Organisation des Salons zuständig. Zunächst wählte die Generalversammlung der Akademie im Mai oder Juni den Eröffnungstermin pro forma und unterbreitete diesen dem Directeur des Bâtiment, der ihn im Namen des Königs genehmigte. Darauf begann man mit der Organisation. Gelegentlich musste ein erneutes Bittschreiben aufgesetzt werden, denn die Kosten der Ausstellung wurden zum Großteil vom König getragen: Er bezahlte die Einrichtung der Ausstellungsräume, die zwei oder vier Wächter für die gesamte Ausstellungsdauer und die Ausgaben des so genannten Tapissiers, der für Aufbau und Anordnung der Ausstellungsstücke auf dem Salon zuständig war.
Mit der Verstaatlichung des Salons durch das Dekret vom 6. August 1791 wurde der Salon zu einer staatlichen Veranstaltung. Welche staatliche Behörde zuständig war, wechselte während der 90-jährigen staatlichen Salongeschichte von Regime zu Regime. Bis 1814 war das Innenministerium zuständig. Während der Restauration war der Ministère de la Maison du Roi und während der Julimonarchie der ihm unterstellte Intendant de la Liste Zivile zuständig. Danach wechselte die Verantwortung wieder zum Innenministerium, während des 2. Kaiserreichs zum ' Ministère de la Maisen de l'Empereur. 1870 wurde schließlich das Ministère des Beaux-Arts und die Ausstellung wurde einem eigenständigen Kunstressort zugeordnet. In der 3. Republik wurde daraus das Ministère de l'instruction Publique, des Cultes et des Beaux-Arts.
Im 18. Jahrhundert finanzierte sich der Salon überwiegend über den Verkauf des Ausstellungskatalogs. Bis in die ersten Jahrzehnte des 19. Jahrhunderts war der Eintritt zu der Ausstellung kostenlos. Sowohl das Ancien Régime als auch Napoleon I., Ludwig XVIII., Karl V. und Louis-Philippe I. sahen sich als Gastgeber der Künstler und des Publikums. Ab dem Jahre 1848 kostete der Zutritt Geld, lediglich die Sonntage blieben kostenfrei. Wesentliche Einnahmen wurden jedoch auch durch die Garderobe und dem Buffet erzielt. 1855, als die Kunstausstellung Teil der Weltausstellung war, wurde 4,04 Mio. Franc eingenommen. Dies war jedoch die Ausnahme: 1859 betrugen die Einnahmen 409604 Franc.
Den Einnahmen standen Kosten für das staatliche Museumspersonal, die Einrichtung der Räume, die Bezahlung der Salonjuroren (ab 1833) und für die an die Künstler zu verleihenden Preise. In den letzten drei Jahrzehnten des Bestehens des staatlichen Salons war die Ausstellung für den französischen Staat zu einem Zuschussgeschäft geworden.

## Ausstellungsräume und Aufbau
Bis 1725 wurde der Salon in der Grande Galerie des Louvre untergebracht. Danach befand er sich stets im Salon Carré, wovon sich auch die Bezeichnung der Ausstellung ableitet. Zunächst wurden die Gemälde einfach an den Wänden befestigt oder vor einen Hintergrund aus Wandteppichen mit floralen Mustern – den so genannten verdures – angebracht. Diese wurden von der königlichen Garde-Meubles (des zentralen Depots des Haushalts des Königs) zur Verfügung gestellt. Insgesamt wurde etwa die (westliche) Hälfte der Galerie verwendet. Der östliche Teil wurde mit einer Trennwand abgesperrt, die mit den Entwurfskartons für die Apostelgeschichte nach Raffael dekoriert wurde. Davor wurden die am Salon teilnehmenden Skulpturen aufgestellt.
Ähnlich wurde auch im Salon Carré verfahren, bis 1746 – und seither – die Wände mit grünem Stoff abgehängt und die Gemälde so vor einem einheitlichen, einigermaßen neutralen Hintergrund präsentiert wurden. Auf besonders umfangreichen Salons, etwa dem von 1748, wurden die Exponate auch in der Galerie d’Apollon und sogar im Hof des Louvre ausgestellt. Zum Teil beließen die teilnehmenden Künstler ihre Werke in Ateliers, die sich ebenfalls in diesem Flügel, nämlich genau unter der Grande Galerie des Louvre befanden.

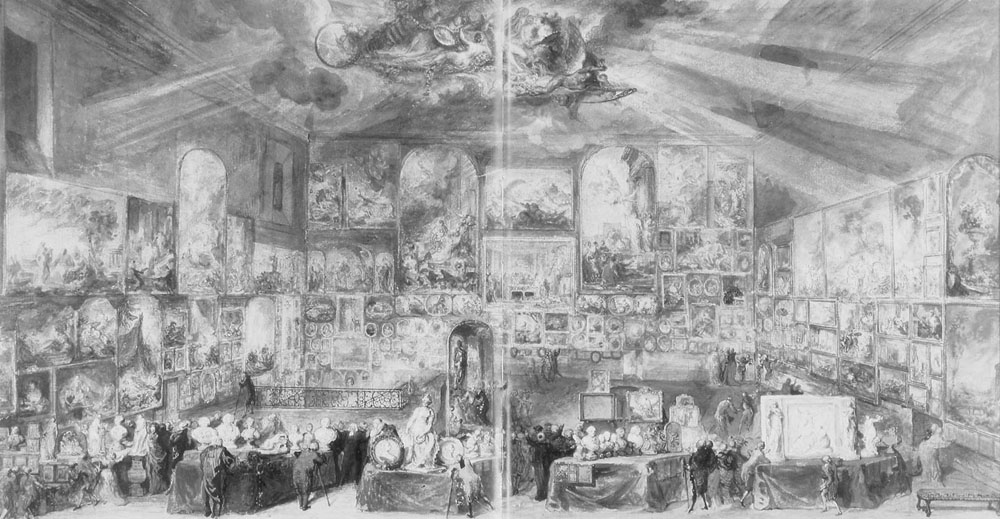
Gabriel de Saint-Aubin, Salon 1767

Die Anordnung der Ausstellungsstücke besorgte der Tapissier oder Decorateur. Er wurde von den Mitgliedern der Akademie gewählt wurde, wobei sehr häufig ein Künstler mit der Hängung betraut wurde. 1755 und von 1751 bis 1777 war es beispielsweise Jean Siméon Chardin, 1775 Joseph-Marie Vien und 1785 Charles-Amédée-Philippe van Loo. Der Tapissier verfuhr nach einem sehr einfachen Schema: In der Mitte der Hauptwand wurde ein Porträt des Königs angebracht, die großen religiösen Gemälde wurden an vorteilhaft beleuchteten Stellen aufgehängt, die am wenigsten geschätzten entlang der Treppen. Die Gemälde hingen dicht neben- und in mindestens drei oder vier Reihen übereinander; die Skulpturen wurden ohne besondere Ordnung auf langen Tischen aufgestellt. Zu den Aufgaben des Tapissier gehörte es auch, während des Salons auf Beschwerden zu reagieren und – nicht selten – nachträglich eingereichte Werke in die bestehende Ausstellung zu integrieren.

## Ausstellungsberechtigte
Auf dem Salon durften ausschließlich Mitglieder der Akademie ausstellen, alles in allem rund 40 Künstler, vom ranghöchsten Rektor bis hinunter zu den jüngsten vorläufigen Mitgliedern (agrées). Gelegentlich wurde Nicht-Mitgliedern gestattet, „à la porte“, also vor den eigentlichen Salonräumen auszustellen.
Ursprünglich durften alle Mitglieder beliebig viele Werke ausstellen, die sie auch selbst aussuchten. Die Gesamtzahl wuchs zwar stetig im Laufe der Zeit: Bis 1763 übersteigt sie nicht 200 Werke, verdoppelt sich dann plötzlich 1765 auf über 400 und bleibt auch auf diesem Niveau bis zur Revolution. Die Mehrzahl, etwa Dreiviertel der ausgestellten Kunstwerke sind Gemälde, den Rest machen Skulpturen und Druckgrafiken aus, die ebenfalls zugelassen waren.
1748 wurde eine Kommission, die so genannte „Jury“ gebildet, die in einer geheimen Abstimmung eine Auswahl aus den bis zum 17. August abzuliefernden Werken traf. Im Jahr 1777 sah sich der Directeur des Bâtiments gezwungen, sie zu mehr Strenge im Hinblick auf künstlerischen Wert und moralischen Anstand der Kunstwerke aufzufordern. 1791 wurde eine neue Kommission gebildet, der seither ausschließlich Funktionäre der Akademie angehörten – zuvor durften es auch einfache Mitglieder ohne akademische Ämter sein. Werke von Amtsinhabern waren stets von dieser Vorauswahl ausgenommen.
Die erfolgreichsten Akademiemitglieder zogen es meist vor, ihre Werke im eigenen Atelier auszustellen, wo sie mehr Objekte präsentieren und auch schneller, nämlich vor Beendigung des Salons an Käufer ausliefern konnten – dies praktizierten beispielsweise Boucher und Greuze.

## Salonbesucher
Der Zutritt zum Salon stand allen sozialen Schichten offen: Sowohl der Hochadel wie auch Bedienstete, Bourgeoisie und interessierte Handwerker waren dort anzutreffen. Viele heuerten bereitstehende Ausstellungsführer an, meist junge Künstler oder Literaten, die vorab den Salonkatalog, das so genannte „livret“ studiert hatten. Die vornehmsten Besucher ließen sich vom "Directeur des Bâtiments" eine Begehung außerhalb der Öffnungszeiten zusichern.
Während des 19. Jahrhunderts war die Staatsausstellung als öffentliche und an bestimmten Tagen auch kostenlose Veranstaltung eine der beliebtesten Massenattraktionen der französischen Hauptstadt. Dies wurde teils bewusst genutzt. So fand der Salon de Paris auch während der Jahre 1793 und 1794 statt, als es während der sogenannten Terrorherrschaft zu brutaler Unterdrückung aller Personen kam, die verdächtigt wurden, nicht mit der Revolution einverstanden zu sein. Ebenso gab es einen Salon während der Revolution im Jahre 1848 und während der Choleraepidemie des Jahres 1849.
Die Besucherzahlen waren sehr hoch. Nach Einschätzung der zeitgenössischen Kunstzeitschrift L'Artiste besuchten zu Beginn der Julimonarchie rund eine Million Menschen den Salon und 1846 gab es etwa 1,2 Millionen Besucher. Rechnerisch besuchten danach jeder Bewohner der französischen Hauptstadt während der Ausstellungsmonate einmal den Salon.
1855 gab es erstmals akkurate Zählungen der Salonbesucher, weil die Besucher durch am Eingang stehende Drehkreuze gehen mussten. 891.682 Personen besuchten 1855 die Ausstellung. 1876, dem letzten Jahr, für die genaue Zählungen vorliegen, betrug die Besucherzahl immer noch 518.892 Besucher. Die Einführung von Eintrittspreisen im Jahre 1848 war wesentlich dafür verantwortlich, dass sich die Besucherzahlen verringerten und sich auch die soziale Zusammensetzung des Publikums veränderte. Nur noch an den traditionell eintrittsfreien Sonntagen kam es zu dem üblichen Gedränge.
Die spezifische Atmosphäre an einem Ausstellungstag ist von einer Reihe von Zeitzeugen überliefert. Exemplarisch sei der Brief von Ralph Curtis zitiert, der die Reaktion des Publikums auf das Porträt Madame X von John Singer Sargent schildert:

„Es gab den ganzen Tag vor [dem Porträt] einen Riesenspektakel. Nach ein paar Minuten fand ich [John Singer Sargent], wie er sich hinter einer Tür versteckte, um Freunden aus dem Weg zu gehen, die sehr ernst hereinblickten. Ich brachte ihn später dazu, es mir zu zeigen. Von der Farbe her war ich sehr enttäuscht. Sie sieht zersetzt aus. Alle Frauen spotten. Ah voilà, la belle!, oh quelle horreur! etc. Dann ruft ein anderer Maler superbe de style, magnifique d'audace!, quel dessin! ... der ganze Vormittag war nichts anderes als eine Aneinanderreihung von Bonmots, üblen Scherzen und wütenden Diskussionen. John, der arme Junge, war am Boden zerstört ... am Nachmittag änderte sich die Stimmung, wie ich schon die ganze Zeit hervorsagte. Es wurde entdeckt, dass man als Kenner vom étrangement épatant – vom seltsamen Eindruck – sprechen musste.“

1863 war Édouard Manets Olympia Gegenstand heftiger Kontroversen.

## Ausstellungskatalog

### Ausstellungskataloge bis 1790
Die ausgestellten Gemälde waren in der Regel signiert und datiert, die inhaltlichen Aspekte wurden manchmal in Kartuschen erläutert, die an die Rahmen befestigt waren – dies wurde jedoch bald unterlassen, weil es sich nachteilig auf den Verkauf der Ausstellungskataloge auswirkte, über den die Ausstellung zum Teil refinanziert wurde. Anlässlich der frühen Salons wurde anscheinend noch kein Katalog herausgegeben, bis zum Beginn des 18. Jahrhunderts wird nur auf den von 1673 verwiesen, der in nur wenigen Exemplaren erhalten ist. Es handelt sich um ein vierseitiges Heft in 4° (Quart, ca. 30–35 cm hoch). Der Katalog von 1699 ist ein 8°-Bändchen (Oktav, 22–25 cm hoch) mit 23 Seiten – diese Größe und ungefähr diesen Umfang haben alle folgenden „livrets“.
Das „livret“ eröffnet ein stets ähnlich lautendes, lobendes Vorwort, danach folgt eine beschreibende Liste der ausgestellten Werke. Bis 1739 wurden die Ausstellungsstücke ohne jegliche Nummerierung in einer topografischen Ordnung gelistet, von 1740 an werden die Werke entsprechend der Rangfolge des Urhebers in der akademischen Hierarchie – nur im Katalog nummeriert – gelistet: Älterer Rektor, Rektor, die Professoren, die Adjunkten der Professoren, die Mitglieder (reçus), die vorläufigen Mitglieder (agréés). Von 1775 an gruppiert man die Künstler zunächst entsprechend der Kunstgattung, in der sie tätig sind: Maler, Bildhauer, Grafiker; innerhalb dieser Gruppen dann nach dem akademischen Rang. Dies erschwerte das Finden der Ausstellungsstücke, deshalb führte man eine Nummerierung im Katalog und am Objekt ein.
Der Ausstellungskatalog wurde zwischen 1738 und 1753 von einem Kassenbeamten (nicht Schatzmeister!) der Akademie, dem „Receveur et Concierge de l’Academie“ redigiert, obwohl die Aufgabe eigentlich dem Sekretär oblag. Er strich auch die Einnahmen aus dem Verkauf ein, obwohl sie eigentlich für die Akademiekasse bestimmt waren – dies musste von Marigny wieder richtiggestellt werden.
Der Sekretär empfing zwei Monate vor Saloneröffnung alle ausstellenden Künstler, die Beschreibungen liefern oder diktieren durften und das Recht hatten, Textkorrekturen zu verlangen. Danach setzte er eine Reinschrift auf und ließ sie in drei Exemplaren abschreiben. Nach der Revolution wurde der Katalog nicht von einem Akademiemitglied, sondern von einem Beamten des Ministeriums für öffentliche Bildung (frz.: Ministère de l’Instruction Publique) oder des Inneren redigiert.
Bevor der Katalog gedruckt werden durfte, musste er dem Directeur de Bâtiments vorgelegt werden, der oft Änderungen vornahm. Bis 1787 wurde der Salonkatalog von privaten Verlegern besorgt, danach von der „Imprimerie des Bâtiments du Roi“, also im eigenen Verlag.
Die meisten „livrets“ erfuhren drei oder vier Auflagen in variierender Höhe: Der Katalog von 1755 wurde 8000-mal, der von 1787 20.000-mal gedruckt. Ein Exemplar kostete 12 Sol, von den offiziell 2 Sous dem Kassenbeamten und je 2 Sous den für die Akademie tätigen Modellen zustanden – der Rest sollte in die Akademiekasse gehen.
Allerdings wurde nicht die gesamte Auflage verkauft, rund 300 Stück wurden auf verschiedene Weise verschenkt: 250 etwas aufwendiger broschierte Exemplare mit Goldschnitt wurden den Mitgliedern ausgehändigt, so dass jeder vier oder fünf erhielt; ein hart gebundenes und besonders geschmücktes Exemplar wurde dem König überreicht, dreizehn waren für das Königshaus und etwa fünfzehn für höchste Hofpersönlichkeiten.

### Ausstellungskataloge 1791 bis 1880
Die Kataloge der Staatsausstellungen nennen jeweils alle Aussteller, ihre Berufsbezeichnung, Geburtsort, Ehrungen, Namen des Lehrers sowie eine detaillierte Beschreibung der Exponate. Ab 1848 nennt der Katalog sowohl die gewählten als auch die vom Staat ernannten Juroren. Beginnend ab dem Jahr 1850 ist dies ergänzt durch eine detaillierte Nennung der während des vorherigen Salons ausgezeichneten.

## Salonkritik
Mit der Einrichtung regelmäßiger öffentlicher Kunstausstellungen in Form der Salons entfaltete sich seit 1737 auch die öffentliche, moderne Kunstkritik: der berühmteste und stilistisch bis heute bewunderte Kunstkritiker des 18. Jahrhunderts war Denis Diderot, der insgesamt acht Salonkritiken verfasste. Im 19. Jahrhundert schrieb Charles Baudelaire mehrere Salonkritiken über die Ausstellungen von 1845, 1846, 1855 und 1859. Heinrich Heine veröffentlichte in Deutschland Salonkritiken der Ausstellung von 1831, die er unter dem Eindruck der Julirevolution von 1830 verfasst hatte, sowie der von 1833 und 1843. Er berichtet, dass der Salon 1831 nach der Julirevolution von 1830 bis dahin der „außerordentlichste“ und von „unermesslicher Bedeutung“ gewesen sei, unter anderem wegen des Werks Die Freiheit führt das Volk von Eugène Delacroix. Aber auch das Gemälde Cromwell am Sarg Karl I. von England von Paul Delaroche habe in der nachrevolutionären Situation Assoziationen an die Hinrichtung Ludwig XVI. geweckt. Demgegenüber zeuge der Salon von 1833 von einem „Nationalkatzenjammer“ und allzu großer Ermüdung.

## Alternativ- und Gegenausstellungen
Es galt als eine Ehre, auf dem Salon auszustellen, und – obwohl Paris im 17. und 18. Jahrhundert von allen bedeutenden Städten die meisten Gelegenheiten zur öffentlichen Präsentation von Kunstwerken bot – gab es bis zur zweiten Hälfte des 19. Jahrhunderts nicht viele Alternativen: von 1751 bis 1774 organisierte die Académie de Saint-Luc mehrere Ausstellungen, die mit dem Salon der Akademie konkurrieren sollten; schließlich versuchte ein privater Unternehmer eine Kunstausstellung im 1771 eröffneten Pariser Colisée zu etablieren, einer Art Vergnügungspark mit ähnlichen Unterhaltungsangeboten wie die Vauxhall Gardens in London – diese wurde jedoch auf Betreiben der Akademie verboten. Durch Berichterstattungen im Mercure de France ist des Weiteren eine gegen Ende des 18. Jahrhunderts traditionell am Fronleichnamstag unter der Bezeichnung Exposition de la Jeunesse auf der Place Dauphine abgehaltene Ausstellung bekannt, an der allerdings auch „niedere“, handwerklich orientierte Maler wie Schildermaler etc. teilnahmen.
Die erste bedeutende Gegenausstellung ist auf eine Initiative des französischen Kaisers Napoleon III. zurückzuführen. Nachdem die rigide Auswahl der Jury 1863 für Aufsehen gesorgt hatte, ließ er parallel zum Pariser Salon den Salon des Refusés („Salon der Zurückgewiesenen“) ausrichten, um diejenigen zu besänftigen, die über die begrenzte Werksauswahl des offiziellen Salons verärgert waren. Zwei von der Jury des Pariser Salons abgelehnte Gemälde erregten damals besondere Aufmerksamkeit: James McNeill Whistlers Mädchen in Weiß und Édouard Manets Frühstück im Grünen.
Ein Salon der Zurückgewiesenen wurde zwar kein zweites Mal ausgerichtet, in den Folgejahren kam es jedoch zu einer Reihe von Parallelausstellungen wie zum Beispiel die der Société anonyme coopérative des artistes peintres, sculpteurs et graveurs der Impressionisten 1874 und dem von der Société des Artistes Indépendants gegründeten Salon des Indépendants 1884, der heute noch aktiv ist.

## Die Salonarchive als kunst- und sozialgeschichtliche Quelle
In den Archives du Louvre befinden sich Informationen über Salonveranstaltungen, Finanzen, Jury, Auszeichnungen, Staatsankäufen, Rechenschaftsberichte, Statistik der Salonbesucher und Briefwechsel mit den Salonbewerbern. Erhalten sind auch Protokolle der Salonjury. Die Unterlagen sind für die Jahre 1794 bis 1853 nahezu vollständig, während die Jahre 1853 bis 1867 teilweise belegt sind. Daneben wird in diesem Archiv für die Jahre 1804 bis 1853 ein Register aufbewahrt, das alphabetisch geordnet alle Salonbewerber mit Vor- und Nachname, Geburtsort, Name des Lehrers, Adresse des Künstlers sowie eine genaue Beschreibung der eingereichten Werke alphabetisch aufgeführt sind.
Im Archives Nationale gibt es eine vergleichbare Quellensammlung für die Jahre 1791 bis 1796 und 1848 bis 1880. In diesem Archiv gibt es auch eine Fotosammlung, die alle vom Staat im Salon gekauften Gemälde und Skulpturen der Jahre 1864 bis 1877 nennt.